# Накло (Пећ)
Накло (алб. Nakillë) је насељено место у општини Пећ, на Косову и Метохији. Према попису становништва из 2011. у насељу је живело 574 становника.

## Положај
Атар насеља се налази на територији катастарске општине Накло површине 259 ha. Село се налази у Хвосну, у Пећком пољу.

## Историја
Први писани помен о Наклу је из 1220. године, у повељи српског краља Стефана Првовенчаног, којом је ово село приложио манастиру Жичи. По турском попису из 1485. године село је имало 12 српских домаћинстава, укључујући и домаћинство сеоског попа, и два муслиманска дома. У селу су остаци старе српске цркве, која је можда била посвећена Св. Јовану Крститељу, и српског гробља. На темељима ове цркве сељаци су 1985. године саградили нову цркву. На месту које се зове Наклански дубови, на двеста метара од села, налази се група табуисаних брестова с десне стране пута. Према усменом народном предању, тим путем је једном наишао највећи српски светитељ — Свети Сава. Како је била врућина, а у близини није било никаквог хлада у коме би могао да се одмори, светитељ је прекрстио штапом и — на том месту су одмах израсли брестови.

## Становништво
Према попису из 2011. године, Накло има следећи етнички састав становништва:
| Националност | 2011.        |
| Албанци      | 514 (89,55%) |
| Египћани     | 57 (9,93%)   |
| Роми         | 2 (0,35%)    |
| Ашкалије     | 1 (0,17%)    |
| Укупно       | 574          |

| Демографија | Демографија | Демографија |
| Година      | Становника  | Становника  |
| ----------- | ----------- | ----------- |
| 1948.       | 232         |             |
| 1953.       | 271         |             |
| 1961.       | 326         |             |
| 1971.       | 465         |             |
| 1981.       | 595         |             |
| 1991.       | 698         |             |
| 2011.       | 574         |             |